# Guggenberg (Hausruck)
Der Guggenberg ist ein 697 m ü. A. hoher Berg im Hauptkamm des Hausruck-und-Kobernaußerwald-Zuges zwischen Innviertel und Hausruckviertel in Oberösterreich.

## Lage und Landschaft
Der Gipfel befindet sich im Gemeindegebiet von Frankenburg am Hausruck, auf der Südseite  (Vöcklatal), knapp an der Grenze zu Pramet auf der Nordseite des Rückens (Innviertler Hügelland). Im Profil des Kammes zeichnet er sich nur wenig ab.

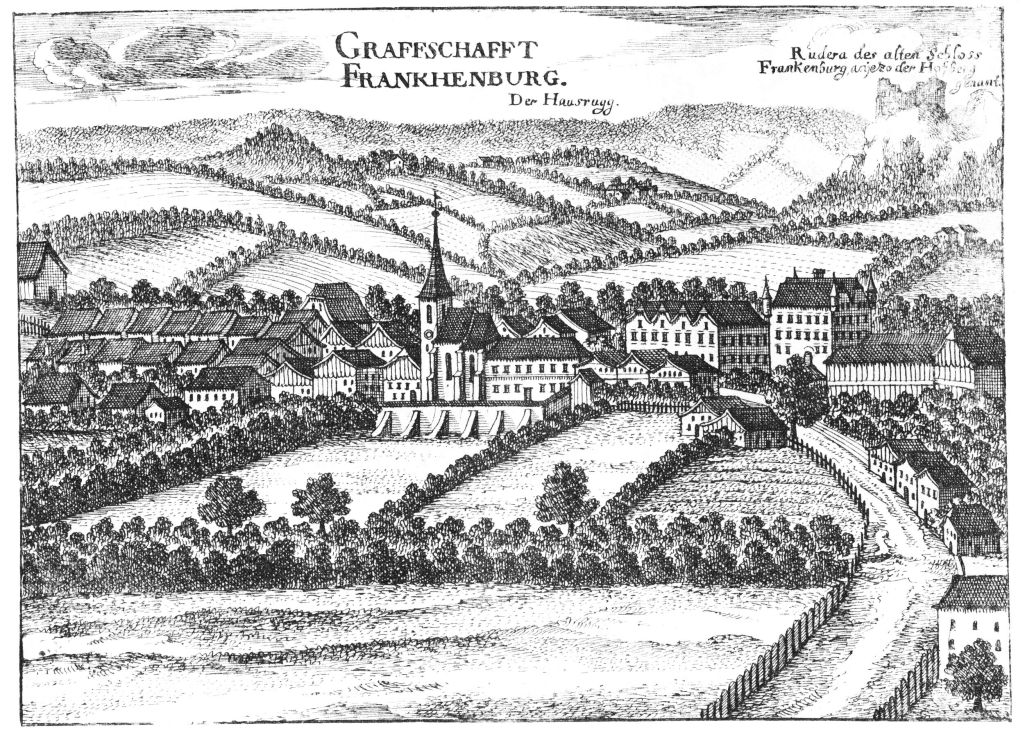
Frankenburg, hinten der Hausrugg mit Hengstberg links und Guggenberg rechts (Vischer, Topographia Austriae superioris, 1674)

Am Nordhang entspringt die Oberach oberhalb Altsommerau, ein Nebenfluss der Antiesen im Einzugsgebiet des unteren Inn. Die Südseiten entwässert der Frankenburger Redlbach (Steininger Bach – Edter Bach im Westen bei Hintersteining, Haselbach – Perschlinger Bach im Südosten bei Unterfeitzing), der über Vöckla – Ager der Traun zufließt. 
Westlich passiert die Frankenburger Straße (L509) Ried – Vöcklamarkt

## Erschließung
Der Berg liegt am Hausruck-Höhenweg (Hausruck-Kobernaußerwald-Weitwanderweg HKWW/10HK Haag – Mattighofen, Teil des Rupertiweg/E10), der auch eine Mountainbikestrecke darstellt.